# ایان تیلور
ایان تیلور، (به انگلیسی: Ian Taylor) (زاده ۷ فوریه ۱۹۵۶ – درگذشته ۸ ژوئن ۲۰۲۰) کارآفرین، بازرگان و مدیر ارشد اجرایی بریتانیایی بود، که به‌عنوان مدیرعامل شرکت ویتول فعالیت می‌کند.
تیلور دانش‌آموخته دانشگاه آکسفورد بود. وی در سال ۱۹۸۵ پس از سال‌ها فعالیت در کمپانی رویال داچ شل، از این شرکت جدا شد و به ویتول پیوست.